# Hoshihananomia splendens
Hoshihananomia splendens is een keversoort uit de familie spartelkevers (Mordellidae). De wetenschappelijke naam van de soort is voor het eerst geldig gepubliceerd in 1933 door Miwa.